# Friedrich von Hagedorn

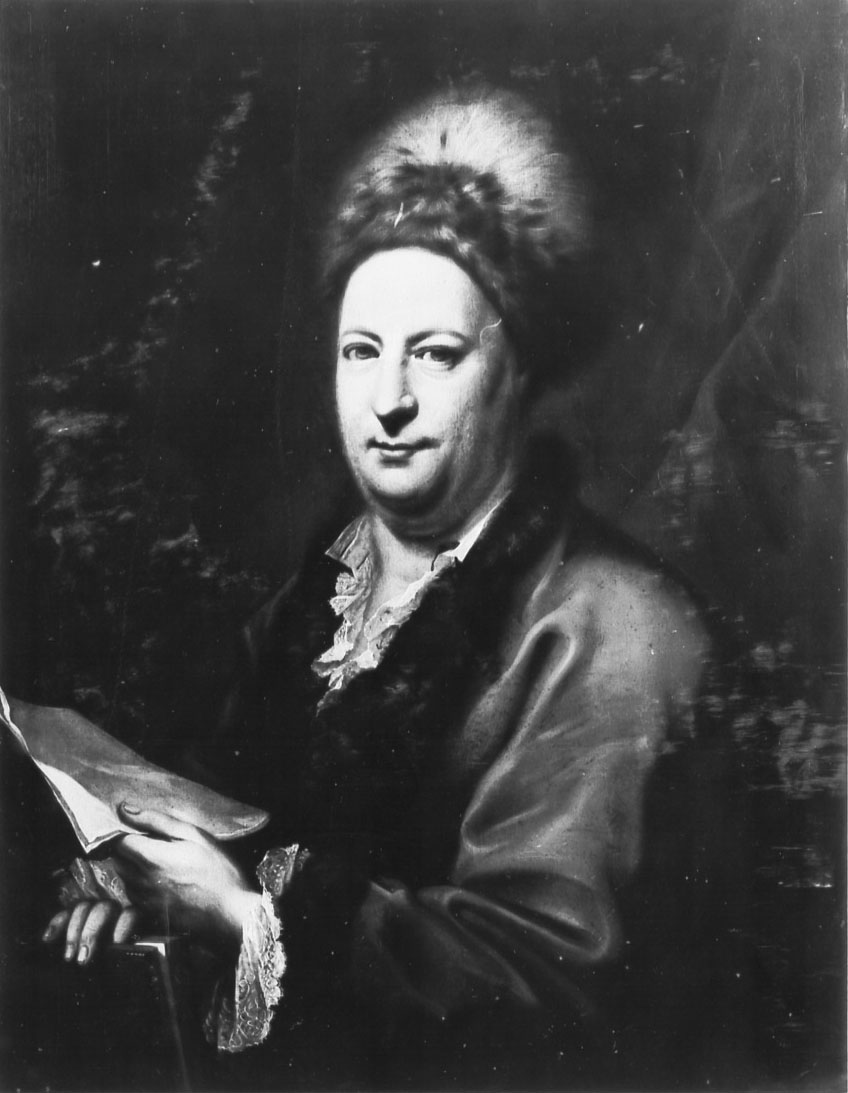
Friedrich von Hagedorn (von Dominicus van der Smissen (1704–1760), Hamburger Kunsthalle)

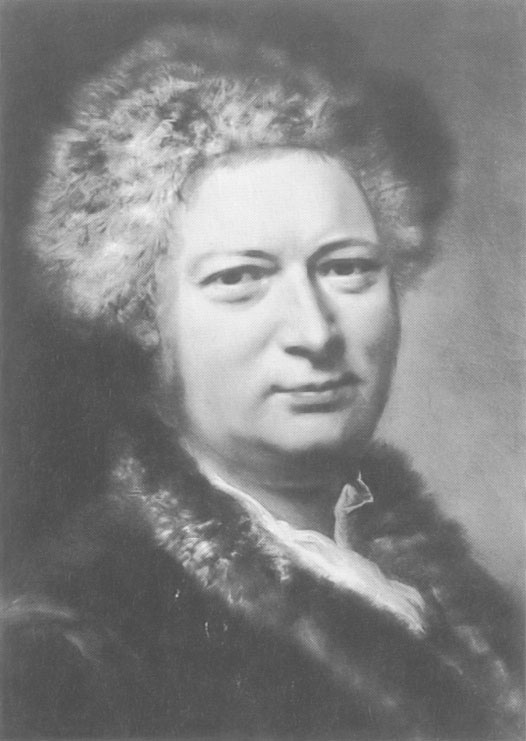
Friedrich von Hagedorn (von Dominicus van der Smissen), 1741

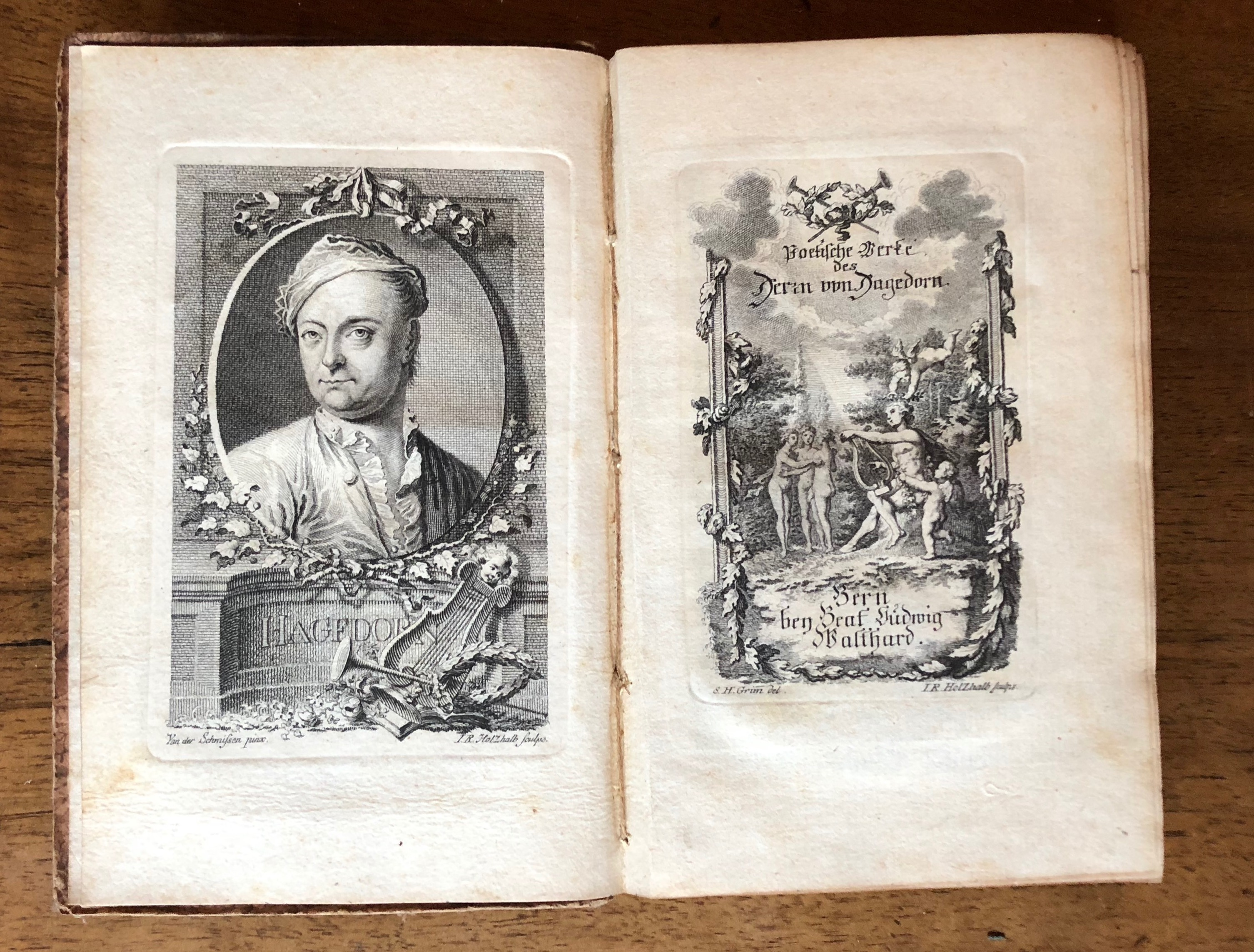
Poetische Werke Bern, 1766

Friedrich von Hagedorn (* 23. April 1708 in Hamburg; † 28. Oktober 1754 ebenda) war ein deutscher Dichter des Rokoko. Er war der ältere Bruder des Kunsttheoretikers und -sammlers Christian Ludwig von Hagedorn (1712–1780).

## Leben
Hagedorn war der Sohn des wohlhabenden und in dänischen Diensten stehenden Staats- und Regierungsrates Hans Statius von Hagedorn, von 1704 bis 1722 dänischer Gesandter bei den Hansestädten in Hamburg. Zunächst von Hauslehrern ausgebildet, musste er nach wirtschaftlichen Schwierigkeiten des Vaters ab 1723 das Akademische Gymnasium in Hamburg besuchen. Ab 1726 studierte er Rechtswissenschaften an der kostengünstigen Universität Jena. Dennoch musste er nach sechs Semestern das Studium abbrechen und vor seinen Gläubigern aus Jena fliehen. 1729 reiste er für zwei Jahre als Privatsekretär des dänischen Gesandten Henrik Frederik von Söhlenthal nach London. Zurückgekehrt erhielt er, nach einer zweijährigen Hofmeisterzeit, 1733 eine Anstellung als Sekretär der Handelsgesellschaft Merchant Adventurers am „English Court“ in Hamburg. Die laufenden Einkünfte aus dieser Stelle, verbunden mit einer mäßigen Arbeitsbelastung, erlaubten es ihm, sich bis zu seinem Tode hauptsächlich der Schriftstellerei zu widmen.
1737 heiratete er die Tochter eines englischen Schneiders; die Ehe blieb kinderlos. Hagedorn pflegte einen ausschweifenden Lebensstil mit hohem Konsum an Essen, Trinken und Rauchen, sodass eine Abbildung im Alter von Mitte 30 einen übergewichtigen, aufgedunsenen Mann zeigt. Er litt stark an Gicht, später auch an Atem- und Herzproblemen, Schlaflosigkeit, Lähmungen sowie Wasser in Leib und Beinen.
Hagedorn pflegte freundschaftliche Kontakte zu berühmten Kollegen wie Friedrich Gottlieb Klopstock, Ludwig Gleim und Johann Jakob Bodmer. Auch Gotthold Ephraim Lessing besuchte ihn gelegentlich. Obwohl selbst nicht wohlhabend, unterstützte er junge mittellose Dichter mit Empfehlungen und Geldsammlungen.
In Hamburg-Harvestehude erinnert seit 1870 die Hagedornstraße an den Dichter.

## Werke
Hagedorn verarbeitete antike, französische und vor allem englische Anregungen in heiter-vernünftigen Fabeln und Erzählungen (1738) und anakreontisch tändelnden Oden und Liedern (1742–1752). Formal lassen sich seine Werke in Fabeln, Lieder, Lehrgedichte und Epigramme unterteilen. Seine Lyrik ist einfach gehalten (alternierender Vers, leicht singbare Strophenformen) und verfolgt andere Stilideale als die Dichter des Barock.
Programmatisch markieren seine Gedichte die Abkehr von der Lebensangst und dem Weltekel des Barock. Im Vordergrund seiner Lyrik stehen Liebeslust, Weingenuss und die Dichtung, aber auch moralische Grundsätze, die jedoch, der horazischen Maxime Prodesse et delectare (nützen und unterhalten) folgend, scherzhaft daherkommen. Seine besondere Vorliebe für Dichter der Antike (Sappho, Anakreon, Vergil und vor allem Horaz), deren Werken er nachstrebte, brachten ihm zunächst den Ruf eines Nachahmers ein. Heute gilt Hagedorn als früher Aufklärer und Wegbereiter des literarischen Rokoko in Deutschland, dessen Werke durchaus eigenständigen Charakter haben.
Ein Beispiel für Hagedorns leichten, ungezwungenen Gedichtstil ist Der Tag der Freude (erste Strophe):
Ergebet euch mit freiem Herzen

Der jugendlichen Fröhlichkeit:

Verschiebet nicht das süße Scherzen,

Ihr Freunde, bis ihr älter seid.

Euch lockt die Regung holder Triebe;

Dieß soll ein Tag der Wollust sein:

Auf! ladet hier den Gott der Liebe,

Auf! ladet hier die Freuden ein.
In Die Alster preist Hagedorn die Bedeutung der Elbe und der Alster für Hamburg (zweite Strophe):
Der Elbe Schiff-Fahrt macht uns reicher;

Die Alster lehrt gesellig seyn!

Durch jene füllen sich die Speicher;

Auf dieser schmeckt der fremde Wein.

In treibenden Nachen

Schifft Eintracht und Lust,

Und Freyheit und Lachen

Erleichtern die Brust.

## Porträts
- Dominicus van der Smissen: Friedrich von Hagedorn, (Brustbild nach rechts), Unbez. Öl auf Leinwand. 53,4 × 42,2 cm. Um 1745[4]
 nach vorstehenden Gemälde:
  - Christian Fritzsch, Kupferstich, 1756, 14,3 × 8,5 cm, DHM.de
  - Johann Rudolf Holzhalb, Kupferstich, 1766

## Schriften (Auswahl)
- Poetische Werke des Herrn Hagedorn. I.–V. Theil. Bern, Beat Ludwig Walthard [Gedruckt Abraham Wagner], 1766–1771.